# Burdeles en París
Las autoridades del París medieval intentaron limitar la prostitución a un distrito particular. Luis IX (1226–1270) designó nueve calles en el Beaubourg Quartier donde se la permitiría. A principios del siglo XIX, empezaron a aparecer en varias ciudades francesas burdeles legales controlados por el estado (entonces conocidos como "maisons de tolérance" o "maisons close"). Por ley, tenían que ser manejados por una mujer (típicamente una exprostituta) y su aspecto externo tenía que ser discreto. Se requirió que las maisons encendieran una linterna roja cuando estaban abiertas (de donde deriva el término barrio rojo) y a las prostitutas solo se les permitía abandonar la maison en ciertos días y solo si iban acompañadas por su jefe. Para 1810, solo París tenía 180 burdeles oficialmente aprobados.
Durante la primera mitad del siglo XX, algunos burdeles de París, como Le Chabanais y Le Sphinx, era internacionalmente conocidos por el lujo que ofrecían.
Francia prohibió los burdeles en 1946, después de una campaña de Marthe Richard. En ese momento había 1.500 en todo el país, con 177 tan solo en París. La reacción contra ellos se debió en parte a su colaboración durante la guerra con los alemanes durante la ocupación de Francia. Veintidós burdeles de París habían sido tomados por los alemanes para su uso exclusivo; algunos habían ganado mucho dinero al atender a soldados y oficiales alemanes. Un burdel en el distrito de Montmartre de la capital francesa era parte de una red de escape para prisioneros de guerra y pilotos derribados.

## Burdeles de lujo

### Le Chabanais

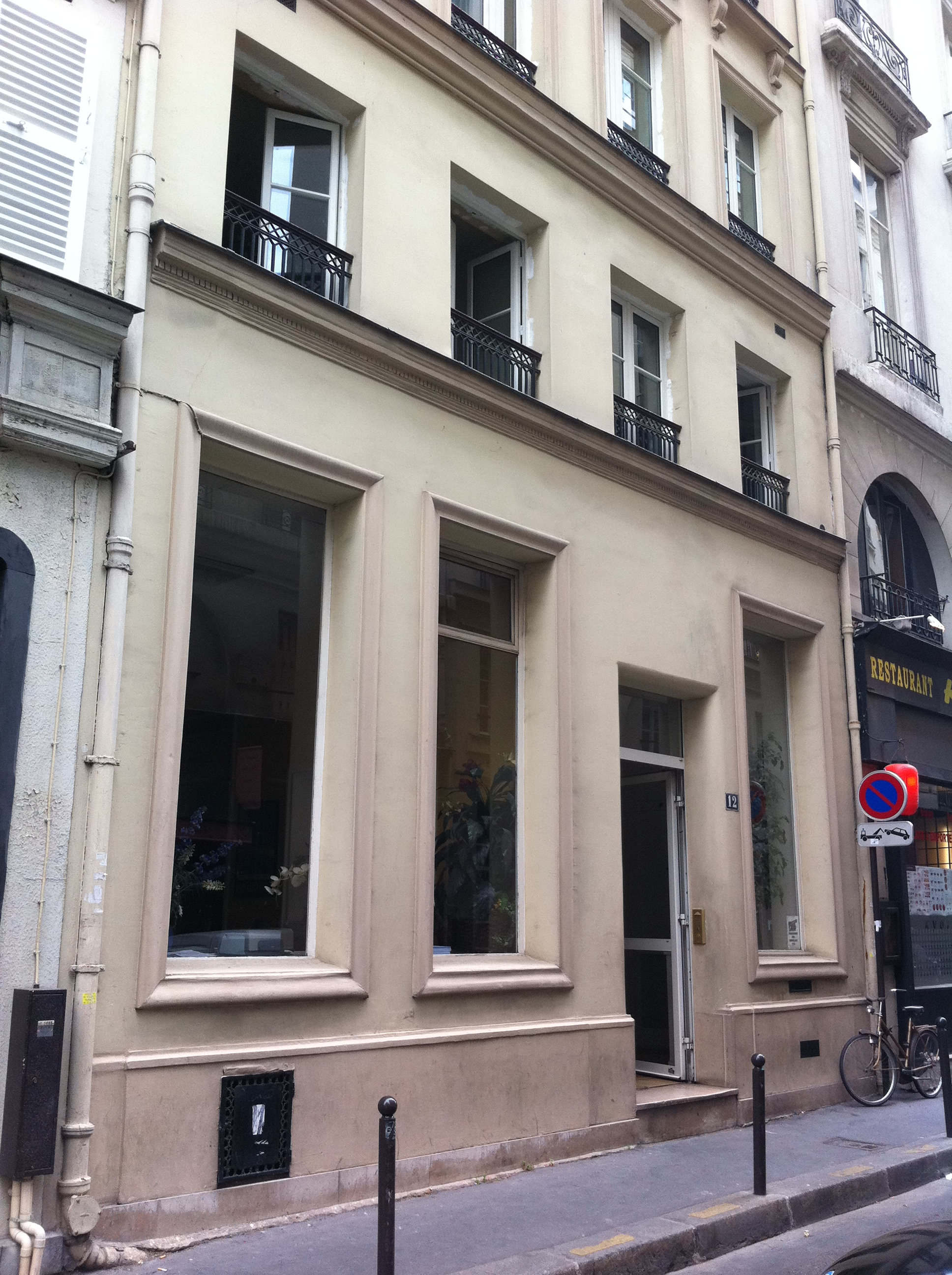
12 rue Chabanais en 2011

Le Chabanais fue uno de los burdeles más conocidos y lujosos de París, operando cerca del Louvre en 12 rue Chabanais de 1878 hasta 1946, cuando los burdeles se prohibieron en Francia. Fue fundado por la supuestamente irlandesa Madame Kelly, quién estaba estrechamente familiarizada con varios miembros del Jockey Club de París. Entre los clientes habituales se encontraban Eduardo VII, todavía príncipe de Gales; Toulouse-Lautrec; Cary Grant; Humphrey Bogart, Mae West e invitados diplomáticos del gobierno francés.
El burdel, tan famoso como para ser mencionado en el 7º volumen de la enciclopedia Nouveau Larousse illustré de 1904, fue fundado por la supuestamente irlandesa Madame Kelly (nombre real - Alexandrine Joannet (o posiblemente Jouannet)), quién estaba estrechamente asociada con varios miembros del prestigioso Jockey Club de París. Vendió participaciones en el provechoso negocio a inversores anónimos ricos. El coste total del establecimiento fue informado que alcanzó la exorbitante suma de 1.7 millones de francos. El vestíbulo de entrada fue diseñado como una cueva de piedra desnuda; los dormitorios estaban lujosamente decorados, muchos en su estilo propio: Morisco, Hindú, japonés, Pompeya y Luis XVI. La habitación japonesa ganó un premio de diseño en la Exposición Universal de París de 1900. Madame Kelly murió en 1899.

### La Fleur blanche
La Fleur blanche era una famosa maison close (burdel) en la ciudad de París, localizada en 6 rue des Moulins en el I Distrito de París. La propiedad era también conocida como rue des Moulins y era famosa su habitación de tortura.
Era uno de los más lujosos burdeles de París. Su clientela incluía reyes, príncipes, miembros de la aristocracia, y numerosos jefes de Estado.
El burdel era conocido por sus extremadamente lujosos dormitorios, cada cual según un tema propio, por ejemplo uno era en estilo morisco, otro era ducal.
La Fleur blanche era notablemente frecuentado por Toulouse-Lautrec (dónde tenía una habitación, según la leyenda), y era apodado The Coffee Pot por las chicas debido a su pequeña estatura.
El artista pintó Griserie: la belle inconue en una pared del burdel. El burdel también le dio inspiración para cuarenta pinturas y dibujos, incluyendo Mills Street Fair (1894), El Sofá (1894) y Ces  dames au réfectoire (1893).

### L'Étoile de Kléber
L'Étoile de Kléber era una maison close (burdel) en París. Obtuvo notoriedad por continuar en activo después de 1946 y la prohibición de los burdeles con la Ley Marthe Richard. Continuó sus operaciones por un tiempo en secreto. Estaba localizado en 4 Rue Paul-Valéry en el XVI Distrito de París. Fue fundado y dirigido por una tal Aline Soccodato, conocida como Madame Billy. Sus clientes incluían al rey Farouk y Maurice Chevalier.
Durante la ocupación alemana los clientes eran oficiales del ejército alemán y de la Gestapo francesa, cuya sede estaba a escasa distancia en 93 Rue Lauriston, pero esto era una ventaja ya que tenían carne, caviar y champán que eran transferidos a la cocina de L'Étoile.
Después de la guerra la clientela cambió, y había más y más oficiales aliados en el L'Étoile de Kléber. Soccodato había escondido a militares británicos, combatientes de la resistencia y judíos [13] durante la guerra y enviado mensajes cifrados a la Resistencia francesa .

### One-Two-Two

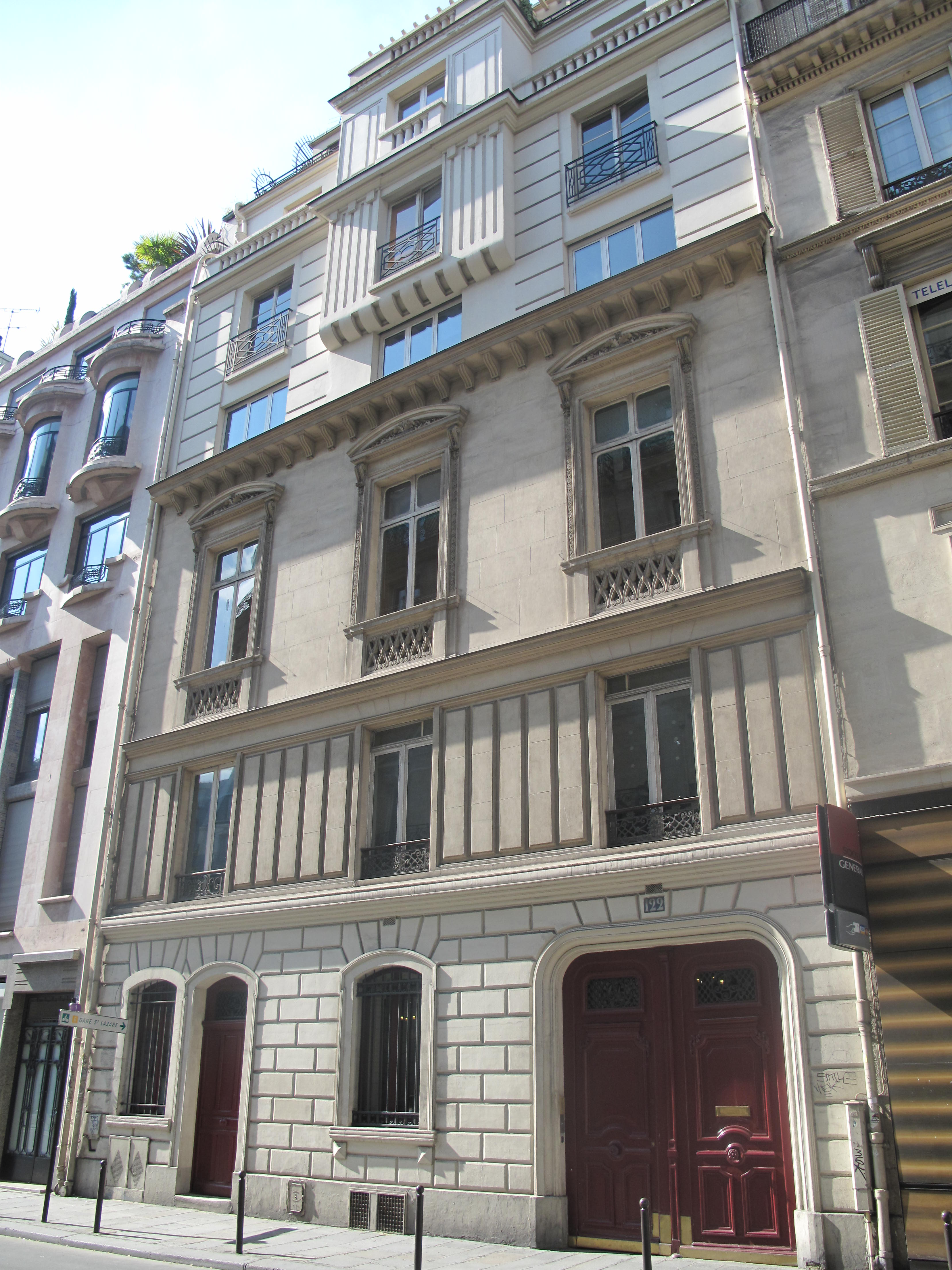
Edificio del One-Two-Two en 2009

El One-Two-Two fue uno del más famosos y lujosos burdeles de París en los años 1930 y 1940. El nombre procedía de la dirección, 122 Rue de Provence, VIII Distrito de París. Los números fueron traducidos al inglés para garantizar que los turistas extranjeros pudieran encontrar el burdel y como contraseña para los franceses.
El One-Two-Two fue abierto en 1924 por Marcel Jamet y su primera esposa Fernande, quién se hacía llamar Doriane, una mujer que anteriormente había trabajado en otro burdel afamado, Le Chabanais. Doriane, a través de su marido, adquirió 122 Rue de Provence. Al principio, empleaba solo tres mujeres.
El edificio tenía veintidós habitaciones temáticas. De cuarenta a sesenta y cinco prostitutas trabajaban para 300 clientes por día. Estaba abierto de 4:00 p. m. a 4:00 a. m. Las chicas del establecimiento tenían que tener cuatro servicios al día por veinte francos cada uno, excluyendo consejos, y dos sesiones el domingo. Había también un bar, un refectorio para las chicas, y una consulta médica.

### Raspoutine
Una vez un burdel de lujo, frecuentado por Gainsbourg, en 58 rue de Bassano, es desde la prohibición un club nocturno. Tomando su nombre del famoso místico Grigori Rasputín, tiene una rica decoración ruso-barroca diseñada por el artista Erté, quién también diseñó algunos de los trajes del Folies Bergère. Está listado como Monumento Histórico.

### Le Sphinx

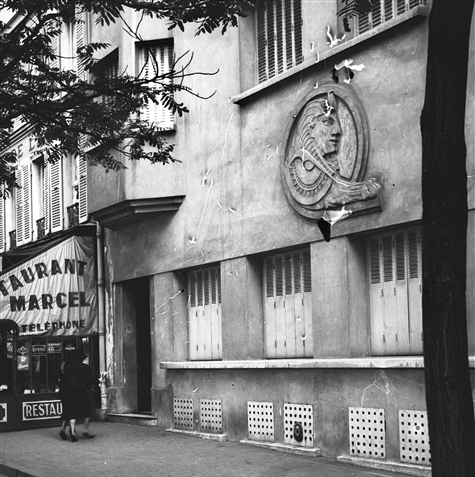
La fachada de Le Sphinx.

Le Sphinx fue una maison close (burdel) en el París de los años 1930 y 1940. Junto con el "Le Chabanais" y el "One-Two-Two" era considerado uno  de los más lujosos y famosos burdeles parisinos. Fue el primer burdel de lujo abierto en la orilla izquierda del Sena. Debido a su ubicación en el triángulo de "cafeterías literarias" (La Coupole, Rotonde y el Cafe du Dome) en Montparnasse, era popular entre los bohemios literarios y artísticos.
"Le Sphinx" no era un burdel en el sentido habitual de la palabra. La atracción principal no estaba en las habitaciones ricamente decoradas con aire acondicionado y camas niqueladas, sino en el bar y sala de baile en el primer piso, donde también se podía hacer un corte de pelo o una pedicura. Había normalmente 15 chicas, seleccionadas por la madame, en la barra. Aun así, nadie las forzaba a tener sexo con los clientes, la chica lo decidía. Algunas trabajadoras de Sphinx nunca se involucraron en la prostitución, sino que trabajaban como "azafatas", recibiendo comisión de las bebidas consumidas por los clientes. Probablemente, esta característica de Le Sphinx lo hizo tan popular entre los bohemios franceses de esa época.

## Maisons d'abattage
Apodados maisons d'abattage (“mataderos”), estos eran los burdeles comunes para la clase obrera y media. Los clientes tomaban un ticket con su número y se ponían en fila esperando su turno. Las prostitutas llegaban a servir de 60 a 100 clientes al día. Las chicas eran a menudo maltratadas por los clientes o por la Brigada de répression du proxénétisme (Policía de la Moralidad), cuyo trabajo era encontrar prostitutas y burdeles sin licencia.

### Le Fourcy
Le Fourcy era el burdel común, una Maison d'abattage (matadero), más famoso de París. Se localizaba en el distrito de Saint Paul en el IV Distrito de París en 10 rue de Fourcy, y era notorio por tratar a sus mujeres muy mal. En su libro Le Petit Simonin, el novelista Albert Simonin escribió: "El Fourcy en el distrito de Saint-Paul, el más famoso de los mataderos de París, reclamaba 5,50 francos por sesión. "Cinco francos por señora y habitación," como si fuera un coro, quién va a la habitación?" Diez sous (cincuenta céntimos), se pedían como suplemento a los cinco francos, no es un consejo, pero la tarifa de la toalla atrajo tantos clientes en días laborables que algunas señoras que no eran demasiado malas, estaban cualquier cosa menos paradas y capaces de soportar setenta sesiones."

### Lanterne Verte
El Lanterne Verte (en español, Linterna verde) estaba localizado en la esquina de Rue de Chartres y Rue de la Goutte d'Or en el distrito de la La Goutte d'Or en el XVIII Distrito de París, y era uno de los burdeles más moderados de la ciudad. Lo inusual de este burdel era que no tenía habitaciones. El escritor y poeta Sylvain Bonmariage lo describe en su libro Gagneuses: "El Lanterne Verte era un burdel; fue declarado como tal, y en su gran sala, amueblada como un café, las chicas en cueros servían la oferta de la casa. Un vino blanco de aguardiente costaba un franco y si quería follar con las chicas o una paja, a la camarera le pagaban cuarenta sous. Todo sucedía en un banco o silla del establecimiento: no había ninguna habitación. Los clientes que ingresaban normalmente se sorprendían de dos o tres parejas que estaban en pleno apogeo. Este Lanterne Verte era un negocio próspero; cada camarera servía una media de treinta clientes entre las doce en punto y cinco en punto de la madrugada, lo cual traía sus sesenta francos".
En contraste con otros burdeles de París, como Le Fourcy, las prostitutas eran tratadas más justamente allí.

### Le Moulin Galant
En la rue de Fourcy se encontraba también Le Moulin Galant, reservado para personas sin hogar. El burdel constaba de dos partes: El Cuarto de Diputados, donde el coste era 10 francos para 5 minutos, y el Senado donde el costo era 15 francos.

## Burdeles gays

### Hotel Marigny
El famoso novelista Marcel Proust era un cliente frecuente de dos burdeles gays, maisons especializadas en invertidos, para hombres homosexuales. Uno de estos era el Hotel Marigny, abierto en 1917 en 11 rue de l'Arcade en el II Distrito de París. Proust acudía con nombre falso casi todos los días. Hizo un trato con los gerentes de los burdeles para poder espiar a los clientes a través de una pequeña ventana. Estas experiencias más tarde aparecerán en su escritura.
Sin embargo, los locales sospechosos de ser burdeles gays, incluyendo el Hotel Marigny, fueron objeto de frecuentes redadas policiales [26] por el groupe des homos, un equipo de policía especial fundado por Napoleón III.
El Hotel Marigny destacaba por suministrar menores a hombres adultos. Durante una redada en 1918 la policía arrestó 24 chicos menores y 24 varones adultos, incluido Proust.

## Burdeles temáticos

### Abbadie
La Abadía era un burdel para clérigos en la rue Saint-Sulpice. Alphonse Boudard escribió de él: "Las habitaciones se diseñaron según lo que iba a pasar. La habitación de tortura, con una cruz de San Andrés ... El crucifijo habría sido demasiado sacrílego ... Varias pinzas, ganchos y cadenas, una horca para amantes de la soga al cuello, ya que parece que en cierto momento el ahorcamiento provoca una erección ... Vamos a la habitación de Satanás ... Un gusto del infierno. El cliente es recibido por diablos que no le dan ningún respiro. También fue allí maltratado, pero con el sentimiento de condenación ... Una de las habitaciones es llamada la sacristía ... es evidente. Un confesionario estaba aparte en el receso de una habitación tapizada de rojo. Un lugar a menudo frecuentado dónde las funciones a veces se invertían ... Esto daba lugar a sorpresas ... La chica estaba desnuda o en sotana según el deseo del cliente ... "

### Chez Christiane
Chez Christiane era una gran mazmorra sadomasoquista. La fachada neogótica escondió noches inacabables de recreaciones sobre la Inquisición. Collares, cinturones de castidad, látigos, cadenas e incluso una cruz de San Andrés eran los accesorios aquí. La 'Guía de Casas de Amor y Museos Secretos' de 1935 anota: "Nada falta, collares de hierro, esposas, caballete, cadenas e incluso horca. Aquí la imaginación puede soñar con las tragedias oscuras de la Inquisición. El aficionado, sin gran daño, se da la ilusión de ser una víctima ... O verdugo".
Chez Christiane fue incluido en la famosa guía de turismo sexual del siglo XIX “Le Guide Rose” como un lugar famoso para fetiches y “pasiones especiales.” Frecuentado por hombres de negocios franceses muy ricos, realeza y muchos artistas, cualquier fantasía puede ser comprada aquí, no importa cómo de oscuro el asunto, sin embargo las chicas y los juegos no eran baratos.
En 9 Rue de Navarin, justo enfrente del Hotel Amour.

### The Japanese Girls
Poca información se conserva sobre este burdel pero su nombre sugiere que las prostitutas eran orientales.

### Le Medieval
32 Rue de Navarin era la ubicación de uno de los burdeles temáticos de París. Mademoiselle Douska era una madame dominatriz allí, famosa por el equipamiento que a menudo escondía en su ropa para utilizar en los clientes.
Las instalaciones incluían una mazmorra, habitaciones de fría piedra, una ‘iglesia' donde se escenificaban misas negras y equipamiento sadomasoquista como látigos, cadenas y guanteletes.
El sitio es ahora una tienda de conveniencia.

### Miss Betty's

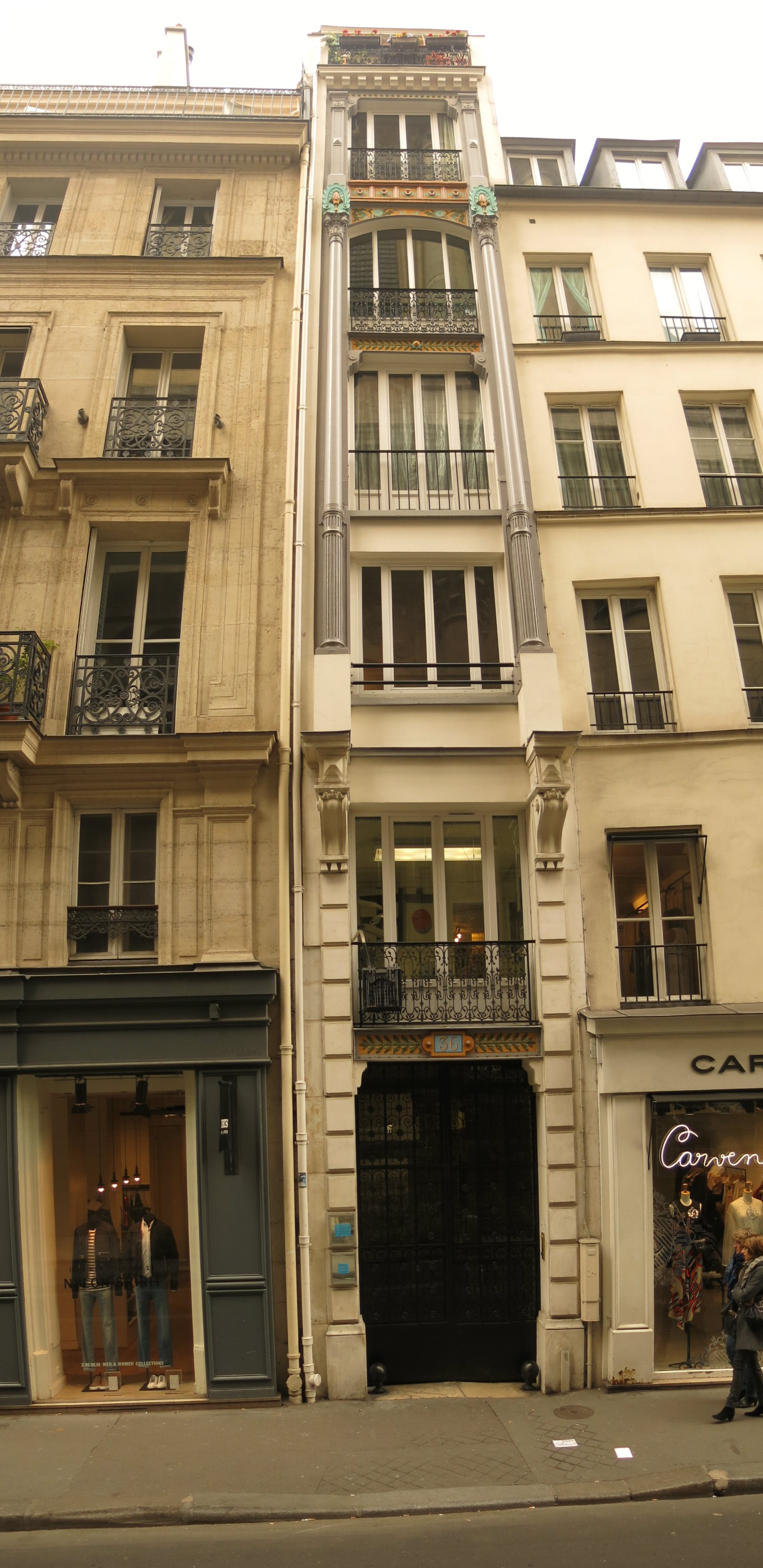
Rue Saint Sulpice, Miss Betty's se encontraba en el 2.º piso

El burdel de Miss Betty, localizado en el segundo piso de 36 Rue Saint Sulpice, se especializó en funciones de dominatriz que incluían asfixia autoerótica, una “sala de crucifixión” y una sala de tortura del infierno de Satanás.
El número de la casa pintado en colores brillantes era normalmente una pista en el antiguo París de lo que había tras esas puertas – y esta en particular tiene una llamativa decoración dorada y números azules sobre los gruesos barrotes de hierro forjado de las puertas para guiar al curioso hacia ellas. Tras la puerta los azulejos del piso de mosaico lucen el nombre de la antigua Madame.

### El Palacio Oriental
Poca información se conserva sobre este burdel pero su nombre sugiere que las prostitutas eran asiáticas.

### Templo de Peeping Tom
El Templo de Peeping Tom en 31 Cite d'Antin era, como su propio nombre indica, un local para voyeurs. El escritor Louis-Ferdinand Céline era un visitante frecuente.

## Los burdeles ahora utilizados como hoteles

### Hotel Amour
En 8 Rue de Navarin el Hotel Amour es ahora un hotel boutique de cinco pisos. En el siglo XIX este espacioso edificio fue un popular burdel de lujo. Su uso anterior es utilizado como tema para el hotel. Aunque utilizado como burdel tenía reputación de albergar a las prostitutas más felices de la ciudad. Tenía un cuarto de temática medieval, equipado con grilletes de hierro, un potro de tortura y una cruz de San Andrés.
Hay unos icónicos vitrales en el burdel con mujeres desnudas en cada ventana, incitando a los clientes a entrar.

### Hotel Rotary
Localizado en 4 Rue de Vintimille, es ahora una boutique chic pero antaño, en el siglo XIX fue un lujoso burdel. Se encuentra cerca del Moulin Rouge así que era popular entre quienes se movían en los círculos teatrales. Muchas prostitutas eran "actrices" esperando su ocasión, así que los visitantes masculinos disfrutaban de un buen servicio, en caso de que fueran lo suficientemente importantes como para impulsar su carrera.

### Maison Souquet
Localizado en 10, rue de Bruxelles en París, en las afueras de Montmartre, Mme. Souquet abrió un discreto maison close (burdel) en 1905, haciéndose eco perfectamente de las costumbres y estética de la Belle Époque.
De 1907 en adelante, Maison Souquet se convirtió en un hotel. Actualmente es un hotel de 5 estrellas, parte de Maisons Particulieres Collection (grupo hotelero) y decorado por el diseñador francés Jacques Garcia.

## Otros Burdeles

### '4'
Muy poco se conoce sobre el burdel “4” localizado en el 4 rue de Hanovre.

### '106'

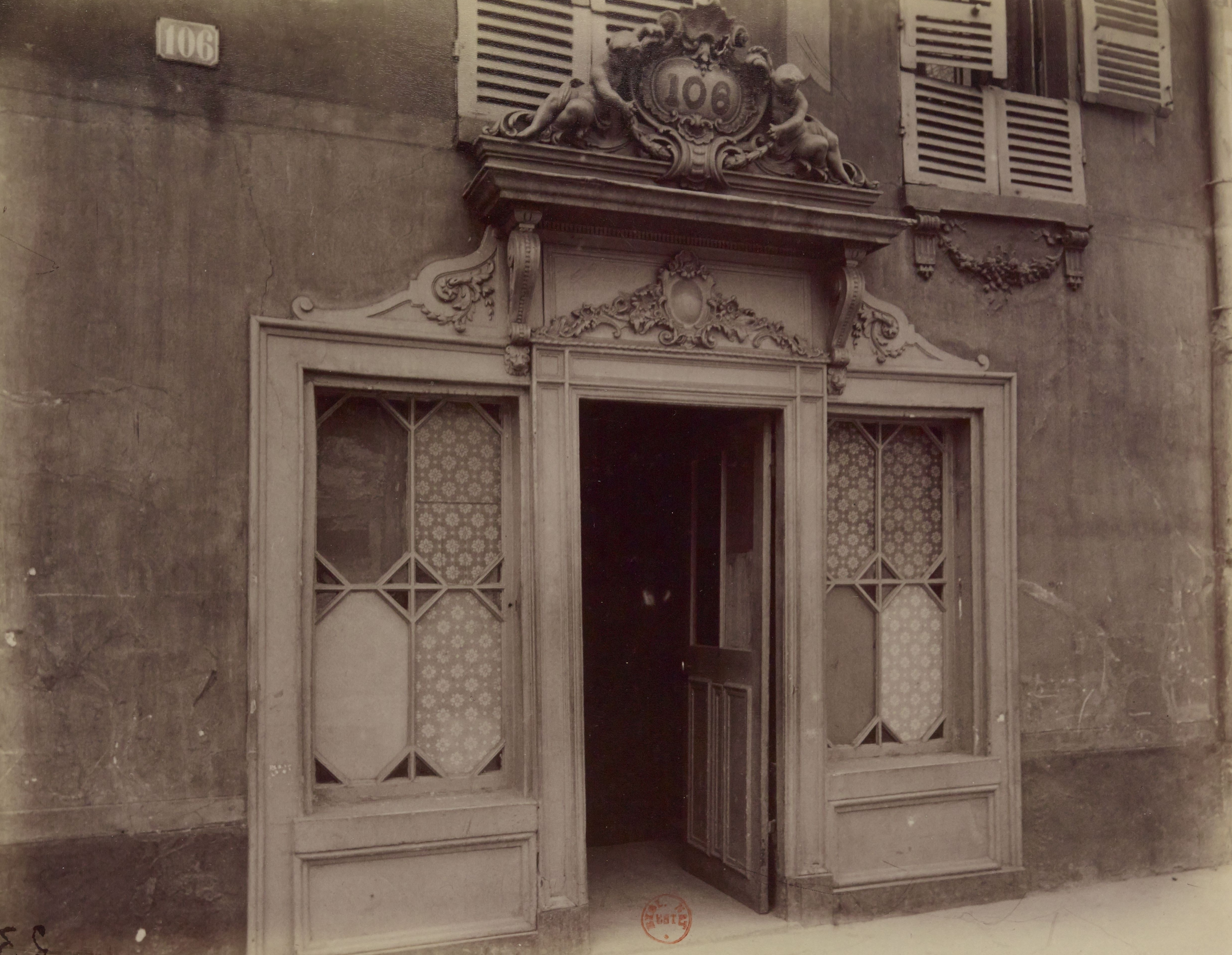
'106' en 1910

El '106' se localizaba en el 106 Avenue de Suffren. Era una 'maison de tolérance' de tercera clase y la mayoría de su clientela procedía de la cercana École Militaire.
El 12 de mayo de 1918, un hombre murió acuchillado en el burdel. El dueño, Edward Geslin, y otros seis fueron arrestados por su asesinato. La resistencia comunista francesa, bajo Pierre Georges (Coronel Fabien), atacó el burdel el 5 de febrero de 1942 cuando miembros del ejército alemán estaban en su interior.

### Alys
Localizado en 15 rue Saint Sulpice, tenía el nombre de la dueña, Alys, grabado en el piso de la entrada y en los mosaicos del hammam del 2.º piso.

### Aux Belles Poules
El Aux Belles Poules (en español: literalmente, Para gallinas hermosas; poule es un término coloquial en francés para designar a una prostituta) era una conocida maison close (burdel), establecida en 32-34 Rue Blondel en el II Distrito de París.
Una atracción especial del establecimiento era que las mujeres realizaban pequeños espectáculos eróticos, con los que demostraban ser expertas en la aplicación de su vulva. El escritor Henri Calet describe esto en su libro La Belle Lurette, publicado en 1935: ."Las damas ganaron cuarenta sous en un juego; tuvimos que poner las monedas en los bordes de la mesa, mientras las señoras las "chupaban" con la raja de su vientre [...][39]
El burdel era también conocido por sus tableaux vivants, en las que escenas eróticas eran representadas por mujeres en parte equipadas con consoladores con arnés.

### Brasserie du Moulin

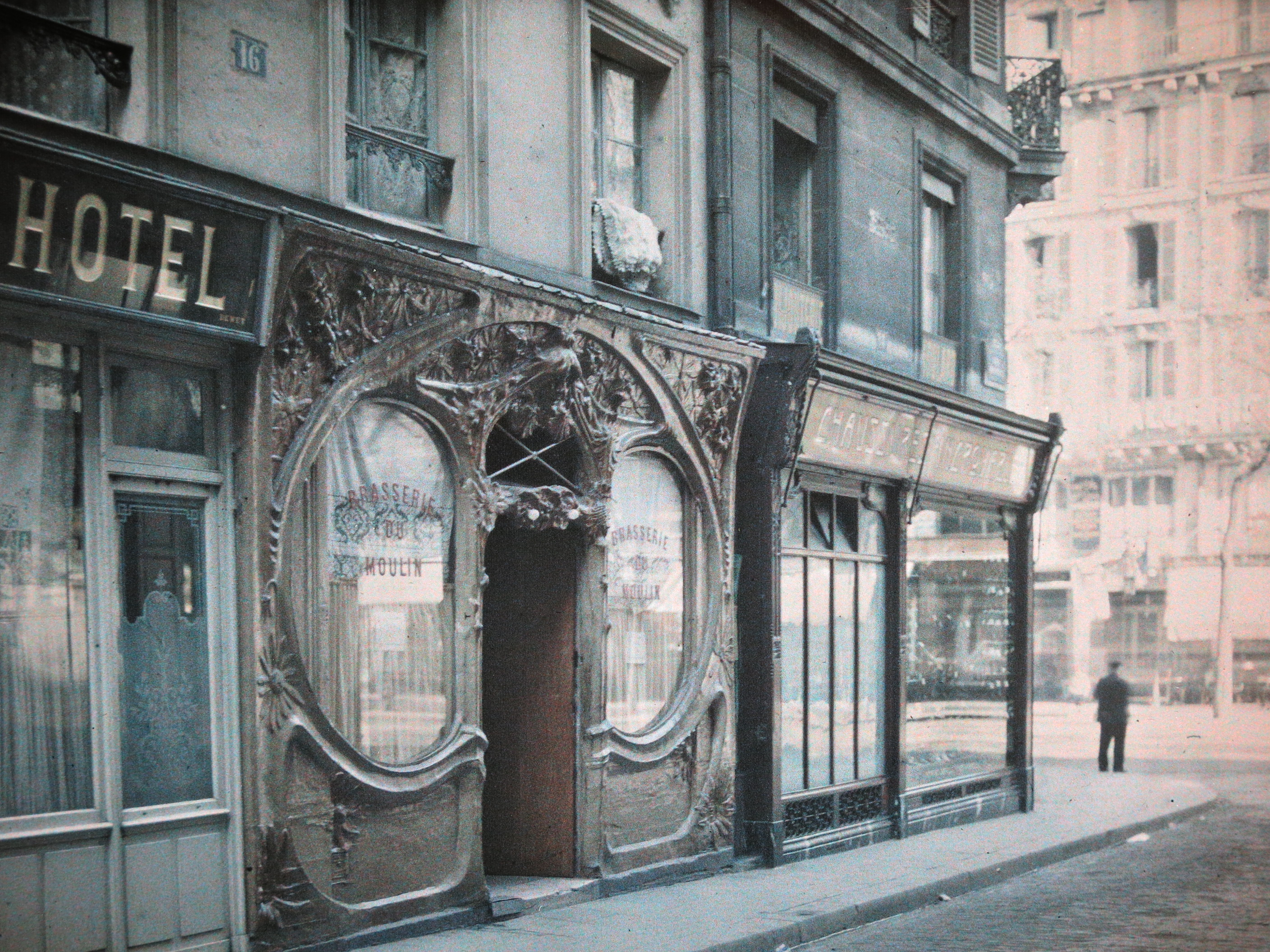
Fachada de la Brasserie du Moulin en 1920

El Brasserie du Moulin estuvo situado en 16 rue Blondel, París. La fachada mostraba una recurvada decoración floral en estilo art nouveau.

### Chez Marguerite
Localizado en 50 rue Saint-Georges, Chez Marguerite tenía un gran cuadro del rapto de una Sabina desnuda en la escalera, y una escultura de una mujer vestida con leve túnica antigua.

### Dirty Dick
El burdel en 10 Rue Frochot abrió en 1934. Fue popular entre los soldados aliados durante la Segunda Guerra Mundial. Desde la clausura de los burdeles de París en 1946 continuó operando como club de strip-tease lleno de cabinas para bailes eróticos y 'otros servicios'.
En 2013 se convirtió en un bar.

### La Cigarette
En 3 Rue Racine hubo una 'brasserie de femmes', Le Cigarette. El precio cobrado no solo era por lo que consumiera el cliente, también incluía la camarera. Cerró en 1906 y fue reemplazado por el restaurante Bouillon Racine.

### Madame Billy
Aline Soccodato, (conocida como Madame Billy), abrió su primera casa en Rue Cardinet en 1938, haciéndose llamar Madame Billy, y pronto se hizo muy popular. Personalidades de los círculos sociales más altos pronto iban y venían. Más tarde abrió L'Étoile de Kléber.

### Madame Denis
Localizado en rue du Papillon, el sótano estaba ambientado como un harén de Beirut. El escritor Maurice Dekobra describió una visita a Madame Denis: "Once mujeres sin velos, recostadas en poltronas en poses lánguidas, esperan en el borde de un luminoso estanque al amanecer de dedos rosados. Los bailes están empezando. Los cuerpos se mueven ..."

### Madame Gourdan
La casa de Madame Gourdan estuvo localizada en 23 rue Dussoubs en el II Distrito de París. Abrió en 1774 y cerró sus puertas a clientes por última vez en 1783. Madame du Barry, última favorita (Maîtresse-en-titre) del rey Luis XV, trabajó aquí por un tiempo.

### Taitbout
El Taitbout estuvo localizado en 58 rue Taitbout.